# Мадагаскарские питтовые
Мадагаскарские питтовые, или филепиттовые (лат. Philepittidae) — семейство воробьинообразных птиц.
Включает 4 вида мелких птиц, обитающих в лесах Мадагаскара. Длина тела 9—16,5 см. Два вида относятся к роду Philepitta — пухлые, с крепкими ногами, питаются фруктами и ягодами. Второй род — Neodrepanis — имеет блестящее синее оперение с жёлтыми грудью и брюшком, с крупными пятнами вокруг глаз, которые отсутствуют у самок. Эти птицы медленно передвигаются с ветки на ветку в поисках насекомых. Иногда они пьют нектар из цветов с венчиком в виде колокольчика.
Филепиттовым присущ уникальный в животном мире метод пигментации, который наиболее заметен в период размножения.

## Описание
Филепиттовые — мелкие лесные птицы с половым диморфизмом, самцы окрашены ярче самок. В период размножения вокруг глаз появляются ярко окрашенные участки, это происходит благодаря коллагену.

## Поведение

### Диета
Филепиттовые питаются различными фруктами, играя большую роль в распространении семян растений. Некоторые виды могут питаться насекомыми, Neodrepanis благодаря длинному клюву питаются нектаром.

### Размножение
Период размножения происходит в сезон дождей, с сентября по ноябрь, бархатистая филепитта размножается раньше на севере своего ареала. О системе размножения этого вида известно больше всего. У них  полигиния — самцы владеют небольшими территориями, или токами, где демонстрируют себя самкам. Насиживанием яиц и выращиванием птенцов занимаются только самки.
Гнезда у Philepittidae плетёные, грушевидной формы, свисающие с веток.

## Статус и сохранение
Вид Короткоклювая ложнонектарница рассматривается как уязвимый согласно Красному списку МСОП. Ранее считался вымирающим и даже, возможно, вымершим из-за отсутствия данных и исследований в его высокогорном месте обитания, но в дальнейшем выяснилось, что вид достаточно многочислен.

## Классификация
Международный союз орнитологов относит к семейству 2 рода и 4 вида.
| Семейство Мадагарскарские питтовые (Philepittidae) |                               |                                         |            |                      |
| Иллюстрация                                        | Русское название              | Латинское название и автор таксона      | Ареал      | Охранный статус МСОП |
| Род Ложнонектарницы (Neodrepanis)                  |                               |                                         |            |                      |
|                                                    | Длинноклювая ложнонектарница  | Neodrepanis coruscans Sharpe, 1875      | Мадагаскар | [ 10 ]               |
|                                                    | Короткоклювая ложнонектарница | Neodrepanis hypoxantha Salomonsen, 1933 | Мадагаскар | [ 6 ]                |
| Род Филепитты (Philepitta)                         |                               |                                         |            |                      |
|                                                    | Бархатистая филепитта         | Philepitta castanea Müller, 1776        | Мадагаскар | [ 11 ]               |
|                                                    | Желтобрюхая филепитта         | Philepitta schlegeli Schlegel, 1867     | Мадагаскар | [ 12 ]               |